# Katteberg
Katteberg is de naam van een natuur- en recreatiegebied ten zuiden van de kom van Bilzen in Belgisch Limburg.
Het langs de Demer gelegen gebied sluit in het noorden aan op het Park Haffmans.
De Katteberg wordt gevormd door de Demer, enkele visvijvers erlangs, de weilanden in de Demervallei en de beboste hellingen die, vooral aan de rechteroever, het dal flankeren. Het gebied is vernoemd naar de hoeve "De Kat". Vanuit biologisch oogpunt is dit gebied interessant.
Door het gebied loopt een wandelweg naar Alden Biesen, die het tracé van een tramlijn volgt. Deze tramlijn werd van 1908-1910 aangelegd en verzorgde het vervoer tussen het Luikse industriegebied en de Limburgse steenkoolmijnen. De tramlijn overbrugde het hoogteverschil (van 53 naar 88 meter) naar de Katteberg door een insnijding, en over de Demer was een dubbele boogbrug aangelegd. De lijn werd in 1948 opgeheven en in 1952 werden ook de sporen verwijderd. Tegenwoordig wordt door enkele kunst- en beplantingswerken aandacht aan de voormalige tramweg geschonken.
In het park is ook een kinderboerderij en een speeltuintje. In de nabijheid ligt een sportpark.